# TDK
TDK Corporation (TDK Kabushiki-kaisha, formalmente TDK Electronics) é uma empresa multinacional japonesa que produz materiais e componentes eletrônicos, acessórios para gravação e armazenamento de dados. Sua meta é: "Contribuir para a cultura e indústria através da criatividade". As iniciais TDK vêm do nome original em japonês da companhia: Tokyo Denki Kagaku (Tóquio Elétrica e Química).

## História

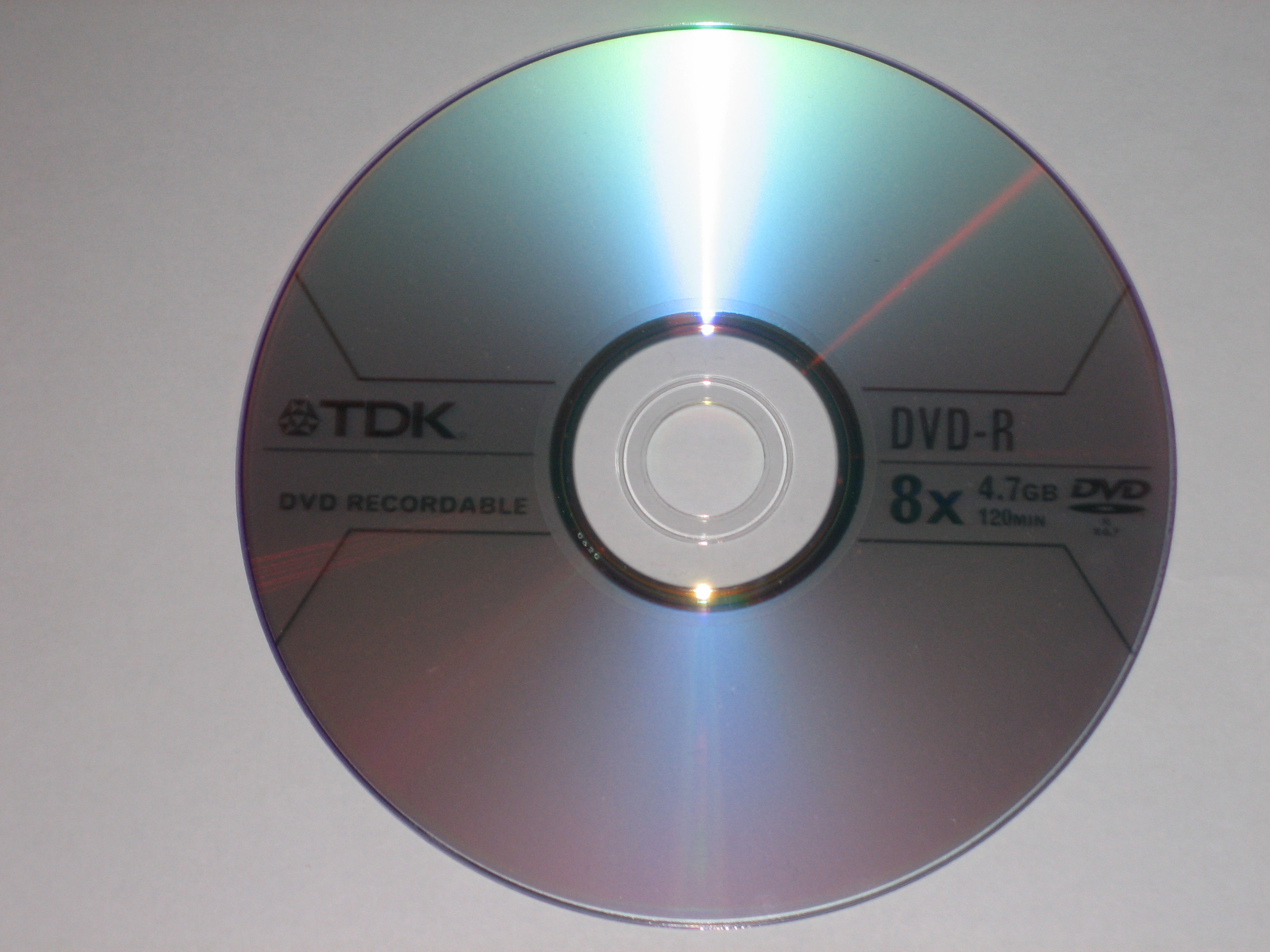
DVD-R da TDK.

A TDK foi fundada no Japão, em 7 de dezembro de 1935, para a fabricação de um material magnético, baseado em ferro, o ferrite, o qual fora recentemente inventado por Ygoro Kato e Takeshi Takei. Em 1952 iniciou-se a produção de fitas magnéticas, com a sequência dos cassetes compactos em 1966. Isto fez com que a companhia fosse sensivelmente notada. A TDK inicia um extensivo portfólio de materiais (acessórios) magnéticos e óticos, incluindo vários modelos de fitas de audio e vídeo e CD-R e DVD-R virgens. 
As operações norte-americanas iniciaram-se em 1965 num escritório em Nova Iorque, e as operações europeias, em 1970, com filial em Frankfurt, na Alemanha.